# 스퀵
스퀵(Squeak)은 스몰토크(Smalltalk)의 공개 소스 구현(implementation)이다.
스퀵은 스몰토크-80의 초기 구현을 기반으로 하고 있으며, OS X, 리눅스, 윈도 등 여러 플랫폼으로 포팅되어 있다. 대부분의 스몰토크 구현과 마찬가지로 가상 머신(VM, Virtual Machine)와 이를 기반으로 하는 시스템 이미지(System Image)로 구성되어 있으며, 개발자 환경을 포함하고 있다. 스퀵의 가장 큰 특징은 스퀵 가상 기계 자체가 스퀵의 부분집합으로 구현되었다는 점이다. 이는 스퀵의 이식을 매우 쉽게 해준다.
스퀵은 소스코드를 포함한 전체 프로그램의 내려 받기가 무료이며 개작과 배포 역시 자유롭다. 스퀵의 라이선스의 보상 규정 때문에 이 프로그램이 자유 소프트웨어에 해당하는지에 대해 논란이 있다.

## 같이 보기
- 앨리스 (소프트웨어)
- 파로 (프로그래밍 언어)